# Sociedad de la Injusticia
La Sociedad de la Injusticia (también llamada la Sociedad de la injusticia del mundo) es un grupo de supervillanos ficticios en el Universo DC Comics. Son los principales antagonistas de la Sociedad de la Justicia de América.
La Sociedad de la Injusticia aparece por primera vez en All Star Comics # 37 (octubre de 1947) y fue creada por Sheldon Mayer y Bob Kanigher. El grupo original reunió a seis villanos populares de Flash Comics, Linterna Verde y All Star Comics: Pensador, Gambler, Vándalo Salvaje, Mago, Per Degaton y Brain Wave.
La Sociedad de la Injusticia aparece en el programa de transmisión de DC Universe y The CW, Stargirl, que muestra como los principales antagonistas de la primera temporada, y algunos miembros también aparecen en su segunda temporada.

## Historia del equipo ficticio

### Sociedad Pre-Crisis
Se formó como contrapeso de la Sociedad de la Justicia de América. El grupo apareció por primera vez en 1947 siendo sus miembros fundadores: Wizard que fungia como líder, Brainwave, Gambler, Per Degaton, Thinker (Clifford Devoe) y Vándalo Salvaje. A finales de la década de 1940, la Sociedad de la injusticia incrementó su número de integrantes. Más tarde, y siendo su líder Icicle, dos de sus más poderosos miembros se harían presentes en el grupo criminal, Shade y Solomón Grundy. Después de un tiempo de haberse separado este poderoso grupo criminal, Wizard reunió a antiguos compañeros y nuevos supercriminales en una nueva sociedad de la injusticia que llamó "injusticia ilimitada". Las aventuras de esta encarnación fueron escritas en las páginas de Infinity Inc #32-37 (1987) y #51-53 (1988), aunque posteriormente este equipo regresó al nombre original. Más tarde Dummy fue contratado y tomaría el puesto de líder cuando se creyó muerto a Wizard.

### Sociedad Post-Crisis
En la continuidad Post-crisis, en 1999, la encarnación actual de la Sociedad de la Injusticia fue organizada por un ser interdimensional conocido como Johnny Sorrow, quien estaba dispuesto a vengarse de la Sociedad de la Justicia por los errores que según creía fueron cometidos contra él. Los primeros miembros fueron Johnny Sorrow (Líder), Conde Vértigo, Icicle (Cameron Mahkent), Geomancer, Tigress (Crock Artemisa), Blackbriar Thor y Killer Wasp. Más adelante el demonio Legacy ( en realidad era Wizard disfrazado), formó otra versión en la Sociedad de la Injusticia en la miniserie All-Stars donde se incluían a Kestrel, Rag Doll, Tigresa (Crock Artemisa), Icicle (Cameron Mahkent), Solomon Grundy y Shiv. La sociedad de la injusticia ha resurgido de nuevo en noviembre de 2005, en JSA Clasificado, integrado por Icicle (Cameron Mahkent), Tigress (Crock Artemisa), Rag Doll (Peter Merkel, fallecido), Pensador (A.I.), Solomon Grundy, Wizard, Caballero Fantasma y Johnny Sorrow. La sociedad de la injusticia surgió una vez más, esta vez en un complot para secuestrar a Star Girl y fue formado por Johnny Sorrow, Tigress (Crock Artemisa), Icicle (Cameron Mahkent), Wizard, Killer Wasp, Geomancer y Shiv. En cada una de las ocasiones fueron derrotados por sus contrapartes, los miembros de la Sociedad de la Justicia.

## Miembros

### Primera formación - Sociedad de Wizard
- Wizard
- Brainwave
- Gambler
- Per Degaton
- Thinker (Clifford DeVoe)
- Vandal Savage

### Segunda formación - Sociedad de Icicle
- Icicle (Joar Mahkent)
- Fiddler
- Sportsmaster
- Tigress (Paula Brooks)
- Shade
- Solomon Grundy
- Harlequin (Molly Mayne)

### Tercera formación - Injusticia Ilimitada
- Wizard
- Fiddler
- Shade
- Artemis
- Hazard
- Icicle (Cameron Mahkent)

### Cuarta formación - Sociedad de Dummy
- Dummy
- Artemis
- Hazard
- Icicle (Cameron Mahkent)
- Harlequin (Marcie Cooper)
- Solomon Grundy

### Primera formación - Sociedad de Johnny Sorrow
- Johnny Sorrow
- Count Vertigo
- Icicle (Cameron Mahkent)
- Geomancer
- Tigress (Artemis Crock)
- Blackbriar Thorn
- Killer Wasp
- The Rival
- Black Adam
- Shiv
- Thinker (A.I.)

### Segunda formación - Sociedad de Legacy
- Kestrel
- Rag Doll
- Tigress (Artemis Crock)
- Icicle (Cameron Mahkent)
- Solomon Grundy
- Shiv

### Tercera formación - Sociedad 2005
- Icicle (Cameron Mahkent)
- Tigress (Artemis Crock)
- Rag Doll (Peter Merkel)
- Thinker (A.I.)
- Solomon Grundy
- Wizard
- Caballero Fantasma
- Johnny Sorrow

### Cuarta formación - Sociedad actual
- Johnny Sorrow
- Tigress (Artemis Crock)
- Icicle (Cameron Mahkent)
- Wizard
- Killer Wasp
- Geomancer
- Shiv

## Aparición en Cómics
- All-Star Comics #37, 41, 63-66
- Justice League of America #123-124, 183-185
- Infinity, Inc. #34-35, 51-53
- Secret Origins of Super-Villains 80-Page Giant #1
- JSA #9-10, 16-20
- JSA: All-Stars #1
- JSA Classified #5-7

## En otros medios

### Televisión
- Una versión alternativa de la sociedad de la injusticia de la Edad de Oro aparece en el episodio de la Liga de la Justicia titulado "Leyendas". El grupo se llama a sí mismos Sindicato de la injusticia, y se opone al Sindicato de la Justicia de América (un análogo de la Sociedad de la Justicia). Sus miembros son The Music Master (un modelo del primer Fiddler), The Sportsman (un modelo del primer Sportsmaster), Dr. Blizzard (un modelo del primer Icicle) y Sir Swami (un modelo del Mago). Cuando algunos de los miembros de la Liga de la Justicia terminan en su dimensión, Music Master fue el primero en encontrarse con ellos, pero escapa de la lucha. Al oír esto, Sir Swami sugiere a los demás miembros un concurso: el que realice el crimen más espectacular podrá ser el que idee el plan para acabar con el sindicato de la justicia. El Dr. Blizzard gana el concurso cuando deja congelados a Flash y a Black Siren. Cuando llegó el momento de la batalla, la Liga de la Justicia y el Sindicato de la Justicia liberan a Flash y a Black Siren y derrotan al sindicato del crimen.

- La Sociedad de la Injusticia aparece en Stargirl.[6] Los miembros actuales incluyen a Icicle, Brain Wave, Gambler, Sportsmaster, Tigresa, Mago, Dragon King y Solomon Grundy. Los exmiembros incluyen Fiddler y Shade. En el episodio piloto, Brainwave, Gambler, Icicle, Shade, Solomon Grundy, Sportsmaster, Tigresa y Wizard atacaron a la Sociedad de la Justicia de América en Blue Valley y mataron a la mayoría de sus miembros; con Icicle hiriendo fatalmente a su líder Starman. Diez años después de su victoria, la Sociedad de la Injusticia opera en Blue Valley bajo sus identidades civiles, mientras que la esposa de Fiddler, Anaya Bowin, lo reemplaza. Después de que Courtney Whitmore encuentra el Bastón Cósmico de Starman y forma una nueva Sociedad de la Justicia, la Sociedad de la Injusticia toma las armas para detenerla y promulga el Proyecto: Nueva América para lavar el cerebro a los ciudadanos de los Estados Unidos Centrales. Sin embargo, la nueva Sociedad de la Justicia, el Shining Knight, Barbara Whitmore y Mike Dugan frustran sus planes, y la mayoría de la Sociedad de la Injusticia es asesinada, encarcelada o escapada.
  - En la temporada 2, Cindy Burman y Eclipso forman su propio grupo derivado llamado Injustice Unlimited, reclutando a Sportsmaster y la hija de Tigresa, Artemis Crock, y al hijo de Fiddler, Isaac Bowin, para su causa. Después de no poder reclutar al hijo de Icicle, Cameron Mahkent, Injustice Unlimited lucha contra la JSA de Stargirl. En el proceso, Stargirl libera accidentalmente a Eclipso de su Black Diamond. Posteriormente, envía a Burman a las Tierras Sombrías y consume a Isaac mientras Artemis huye.